# تویوو یورگنسون
تویوو یورگنسون (استونیایی: Toivo Jürgenson؛ زادهٔ ۲۸ اوت ۱۹۵۷) سیاستمدار، مهندس، کارآفرین و نماینده سابق اهل استونی است. وی از سال ۱۹۹۴ تا ۱۹۹۵ وزیر امور اقتصادی و از سال ۱۹۹۹ تا ۲۰۰۲ وزیر راه و ارتباطات بوده‌است.